# Колчанов, Евгений Александрович
Евгений Александрович Колчанов — советский хозяйственный, государственный и политический деятель. Член КПСС. В 1935—1982 годы — в мастерских областных предприятий связи, механик-инструментальщик на саратовском заводе, инженер-технолог на Белгородском котлостроительном заводе, в аппарате Белгородского обкома КПСС, директор завода, генеральный директор производственного объединения «Сокол».

## Биография
Родился в 1919 году в Саратове в многодетной рабочей семье.
После семи классов учился в школе рабочей молодежи и трудился в мастерских областных предприятий связи слесарем, механиком-инструментальщиком, мастером. С 1935 года — на хозяйственной, общественной и политической работе.
Осенью 1939 года был призван на срочную воинскую службу в учебную команду оперативного отдела штаба Забайкальского военного округа. Участвовал в сражениях Великой Отечественной войны, прошёл путь от Тулы до Софии. Участвовал в боях за освобождение Белгорода в феврале и августе 1943 года. Демобилизовался в 1946 году.
Работал механиком-инструментальщиком на саратовском заводе и учился в вечернем институте.
В 1953 году переехал жить в Белгород, работал инженером-технологом на котлостроительном заводе, в партийных органах, затем более двадцати пяти лет возглавлял завод «Сокол».
Избирался в областные и городские выборные органы. Избирался депутатом Верховного Совета РСФСР 8-го созыва.
Умер 1 мая 2009 года в Белгороде.

## Награды и звания
- орден Ленина[1]
- орден Октябрьской Революции[1]
- орден Трудового Красного Знамени[1]
- орден Отечественной войны II степени[1]
- орден Красной Звезды[1]
- многими медалями[1]
- звание «Почётный гражданин Белгорода», присвоено решением исполкома городского Совета депутатов трудящихся от 5 августа 1988 года № 356 за образцовое выполнение боевых заданий в битве на Курской дуге и при освобождении города Белгорода от немецко-фашистских захватчиков в июле 1943 года, большой вклад в промышленное и социально-экономическое развитие города, плодотворную работу по военно-патриотическому воспитанию молодежи[1].